# Cambefortius lamizanai
Cambefortius lamizanai là một loài bọ cánh cứng trong họ Bọ hung (Scarabaeidae).